# 竹叶楠
竹叶楠（学名：Phoebe faberi）为樟科楠属下的一个种。种名faberi以19世纪来中国收集植物的德国人Ernst Faber的名字命名。